# Comarky na Tenerife

31 obcí na Tenerife

Tenerife sestává z administrativně-správního hlediska z 31 obcí, které jsou seskupovány do tzv. comarek. Pojem „comarca“ je tradiční název pro dílčí územní celky Španělska, větší než obec, menší než provincie.
Existuje více pohledů, jak fragmentovat Tenerife do comarek. Následující výčet těchto územních celků vychází z dat Statistického úřadu Kanárských ostrovů, Územního plánu ostrova Tenerife a z dat Velké virtuální encyklopedie Kanárských ostrovů. Každý z těchto zdrojů používá odlišné členění. Statistický úřad a Velká virtuální encyklopedie uvádějí 8 comarec (rozdíl v některých názvech a zařazení obce Arona). Územní plán ostrova hovoří o 11 comarkách – 3 navíc oproti předchozím představují horské masivy Teno, Anaga a centrální část ostrova, kde se nachází hora Teide.

## Dle statistického úřadu
Na webových stránkách Statistického úřadu Kanárských ostrovů (ISTAC) je zveřejňována řada statistik celého souostroví, přičemž lze data filtovat podle obcí a comarek. Pro Tenerife je definováno 8 comarek.
1. Comarca metropolitní oblasti Santa Cruz de Tenerife: 4 obce (El Rosario, La Laguna, Santa Cruz de Tenerife, Tegueste)
2. Comarca Acentejo: 5 obcí (El Sauzal, La Matanza de Acentejo, La Victoria de Acentejo, Santa Úrsula, Tacoronte)
3. Comarca Valle de Orotava: 3 obce (La Orotava, Los Realejos, Puerto de la Cruz)
4. Comarca Icod: 3 obce (La Guancha, Icod de los Vinos, San Juan de la Rambla)
5. Comarca Daute: 4 obce (Buenavista del Norte, El Tanque, Garachico, Los Silos)
6. Jihozápadní comarca: 4 obce (Adeje, Arona, Guía de Isora, Santiago del Teide)
7. Comarca Abona: 5 obcí (Arico, Fasnia, Granadilla de Abona, San Miguel, Vilaflor)
8. Comarca Valle de Güímar: 3 obce (Arafo, Candelaria, Güímar)

Na stejných stránkách jsou i vystaveny statistiky uvádějící pouze 3 comarky (metropolitní oblast, sever ostrova a jih ostrova).

## Dle Velké virtuální encyklopedie Kanárských ostrovů
Členění do 8 comarek.
1. Comarca Anega: 4 obce (El Rosario, La Laguna, Santa Cruz de Tenerife, Tegueste)
2. Comarca Acentejo: 5 obcí (El Sauzal, La Matanza de Acentejo, La Victoria de Acentejo, Santa Úrsula, Tacoronte)
3. Comarca Orotava: 3 obce (La Orotava, Los Realejos, Puerto de la Cruz)
4. Comarca Icod: 3 obce (La Guancha, Icod de los Vinos, San Juan de la Rambla)
5. Comarca Teno: 4 obce (Buenavista del Norte, El Tanque, Garachico, Los Silos)
6. Comarca Isora: 3 obce (Adeje, Guía de Isora, Santiago del Teide)
7. Comarca Chasna-Abona: 6 obcí (Arona, Arico, Fasnia, Granadilla de Abona, San Miguel, Vilaflor)
8. Comarca Güímar: 3 obce (Arafo, Candelaria, Güímar)

## Dle územního plánu ostrova
Dokument územního plánu ostrova, schválený v roce 2011, rozděluje ostrov do 11 oblastí. Toto dělení ostrova vychází z klimatických, vegetačních, topografických podmínek a nerespektuje administrativní hranice jednotlivých obcí.
1. Comarca metropolitní oblasti
2. Comarca Acentejo
3. Comarca Valle de la Orotava
4. Comarca Icod-Daute-Isla Baja
5. Jihozápadní comarca
6. Comarca Abona
7. Jihovýchodní comarca
8. Comarca Valle de Güímar
9. Comarca centrálního horského masivu - hora Pico del Teide a okolní chráněná území
10. Comarca Anaga - severní cíp ostrova a horský masiv Anaga
11. Comarca Teno - jihozápadní cíp ostrov a horský masiv Teno